# Aljoscha Popowitsch

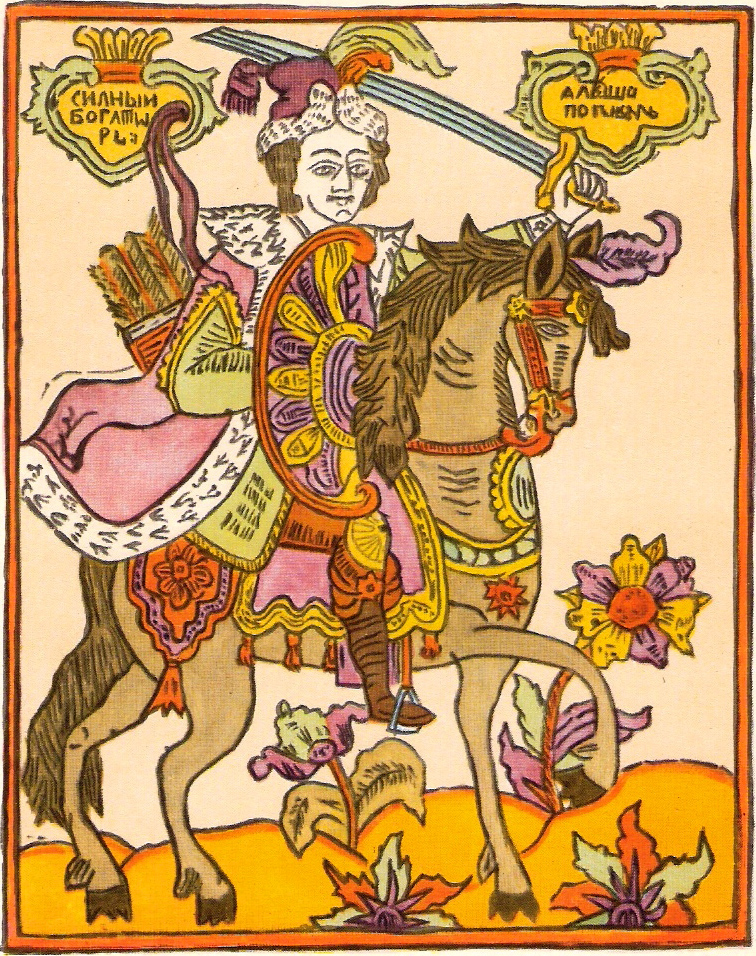
Der starke Bogatyr Aljoscha Popowitsch; Holzstich (Lubok) aus dem 18. Jahrhundert

Aljoscha Popowitsch (russisch Алё́ша Попо́вич, deutsch Aljoscha Popensohn, also Aljoscha, Sohn des Priesters) ist ein Held der russischen Märchen- und Sagenwelt, einer der drei Bogatyri.
Er wird als Sohn eines Rostower Popen namens Leonti (manchmal auch Fjodor) beschrieben. Dazu werden ihm ein sehr rasches Wachstum und eine ungewöhnliche Kraft zugedichtet. Während die Bogatyri Ilja Muromez und Dobrynja Nikititsch eher wie gestandene Krieger, sogar Heerführer auftreten, verkörpert Aljoscha Popowitsch den Typus des jugendlichen, ungestümen und übermütigen Helden.
Obendrein hat er himmlischen Beistand; so kann er im Kampf gegen den „Drachensohn Tugarin“ in einer Version der Sage eine Unwetterwolke herbeirufen, deren Regen das Flügelross Tugarins auf den Boden zwingt. Im selben Kampf wird auch Aljoscha Popowitschs Geschicklichkeit gerühmt, so gleitet er unter seinem Pferd hindurch und setzt dann einen tödlichen Stich gegen seinen Gegner an.